# Cobai mostela
El cobai mostela (Galea musteloides) és una espècie de rosegador de la família dels càvids. Viu a altituds d'entre 20 i 5.000 msnm a bona part de Bolívia, el sud del Perú i l'extrem nord-oriental de Xile. Es tracta d'un animal diürn, herbívor i terrestre. És una espècie en risc mínim, és a dir, no sembla que hi hagi cap amenaça significativa per a la seva supervivència. El seu nom específic, musteloides, significa ‘semblant a una mostela’ en llatí.